# توسکانی، کلگری

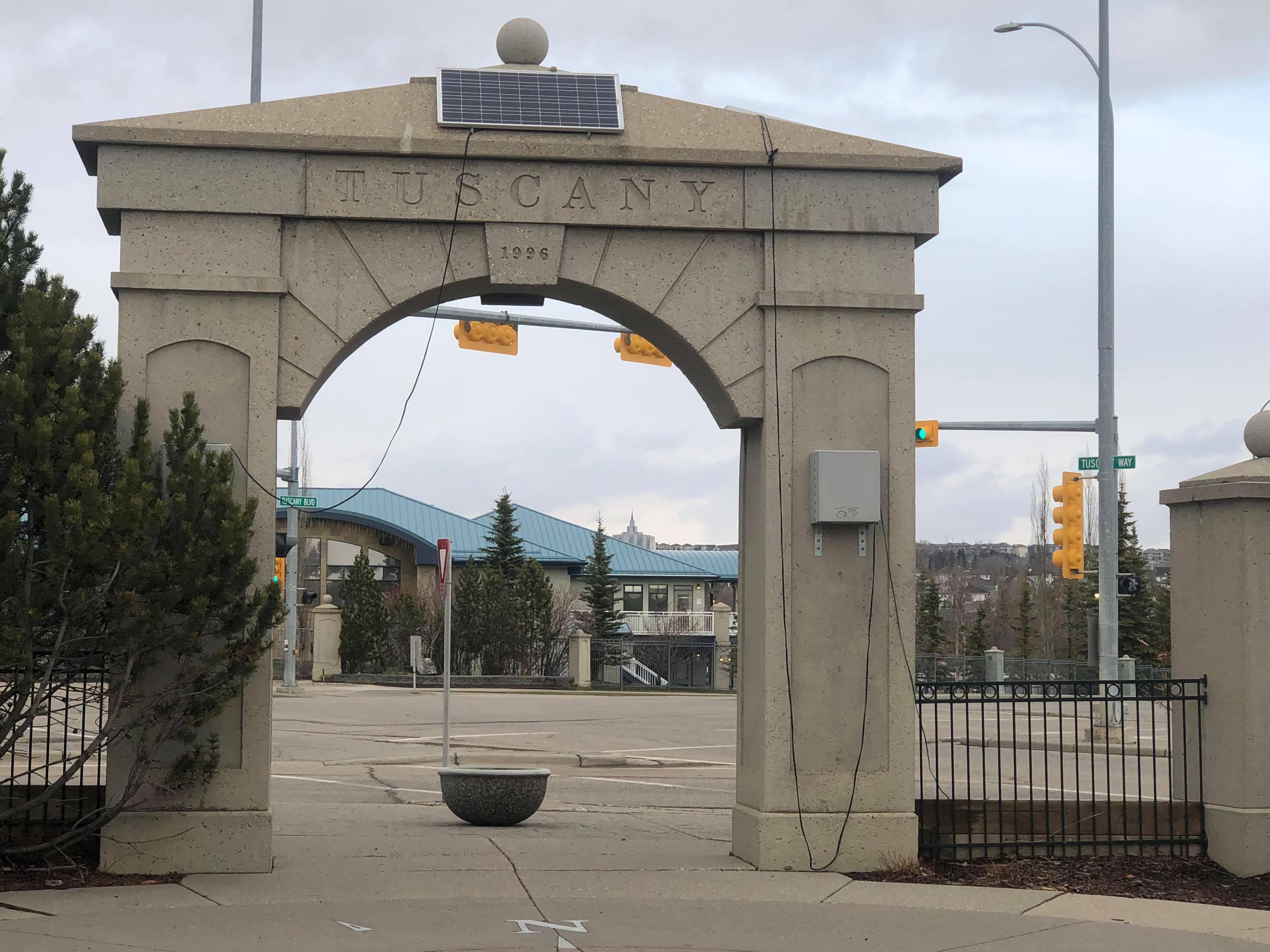
طاق جامعه در توسکانی، کلگری، آلبرتا.

توسکانی، کلگری (به انگلیسی: Tuscany, Calgary) یک منطقهٔ مسکونی در کانادا است که در آلبرتا واقع شده‌است.

## خصوصیات
توسکانی ۱۸٬۸۳۸ نفر جمعیت دارد و ۱٬۱۸۰ متر بالاتر از سطح دریا واقع شده‌است.